# María de los Remedios de Escalada
María de los Remedios de Escalada (Buenos Aires, Vice-royauté du Río de la Plata, 1797 ― Buenos Aires, Argentine, 1823), appelée simplement Remedios de Escalada, ou Remedios Escalada, en Argentine, était l’épouse de José de San Martín et la mère de Merceditas, fille unique du Libertador.
 

## Biographie
Fille de Tomasa de la Quintana et d'Antonio José de Escalada, elle naquit et grandit au sein d’une famille de haut prestige social, qui avait fait fortune dans le commerce et qui accueillit avant et après la révolution de Mai de nombreuses réunions de patriotes.
C’est vers cette époque qu’elle fit la connaissance de José de San Martín, l’un des généraux qui, après avoir combattu contre les armées napoléoniennes en Espagne, venaient de rentrer à Buenos Aires. Quoique certains historiens affirment qu’il y eut entre eux un coup de foudre, le statut aristocratique des Escalada, les coutumes sociales de l’époque, ainsi que les desseins politiques de San Martín lui-même portent plutôt à croire qu’il s’agissait d’un mariage arrangé entre les Escalada et San Martín, apportant à ceux-là le bénéfice d’une alliance avec un général à la carrière prometteuse, et à celui-ci l’avantage de briser son isolement social en tissant des liens avec l’aristocratie de la capitale. Toutefois, San Martín fut souvent en désaccord avec sa famille d’adoption, rejetant leur vision aristocratique, comme en témoigne tel incident qui les opposa lors d'un dîner chez Bernardino Rivadavia. 
Le mariage fut célébré le 12 novembre 1812, au terme de brèves fiançailles, lors d’une cérémonie intime dans la basilique de la Merced à Buenos Aires, qui eut pour témoins, entre autres, Carlos María de Alvear et son épouse, Carmen Quintanilla. María était alors âgée de 14 ans, tandis que San Martín déclarait être âgé de 31 ans, soit d’être né en 1781 ; or, cette date de naissance est en contradiction avec les autres âges déclarés par San Martín au cours de sa vie, et il est vraisemblable qu’il tint à passer pour plus jeune qu’il n’était, pour amenuiser la différence d’âge avec son épouse.
Après le mariage, en raison des devoirs militaires de San Martín, Remedios resta tout d’abord au domicile de sa famille et ne le rejoignit que fin 1814, dans la ville de Mendoza, dans l’ouest de l'Argentine, où son mari, jusqu’alors retenu par ses responsabilités en tant que commandant du régiment des Grenadiers à cheval nouvellement créé, venait d’être nommé en août gouverneur de l'intendance de Cuyo, dont le chef-lieu était Mendoza. S’étant bientôt insérée dans la bonne société locale, elle apporta son concours à la mise sur pied de l’armée des Andes en persuadant les dames de Mendoza de faire don de leurs bijoux personnels pour aider à financer l’équipement de cette armée, ce qu’elles firent effectivement le 10 octobre 1815.
C’est aussi à cette même époque, le 16 août 1816, que naquit Mercedes Tomasa, son unique fille et future compagne du père expatrié en France.

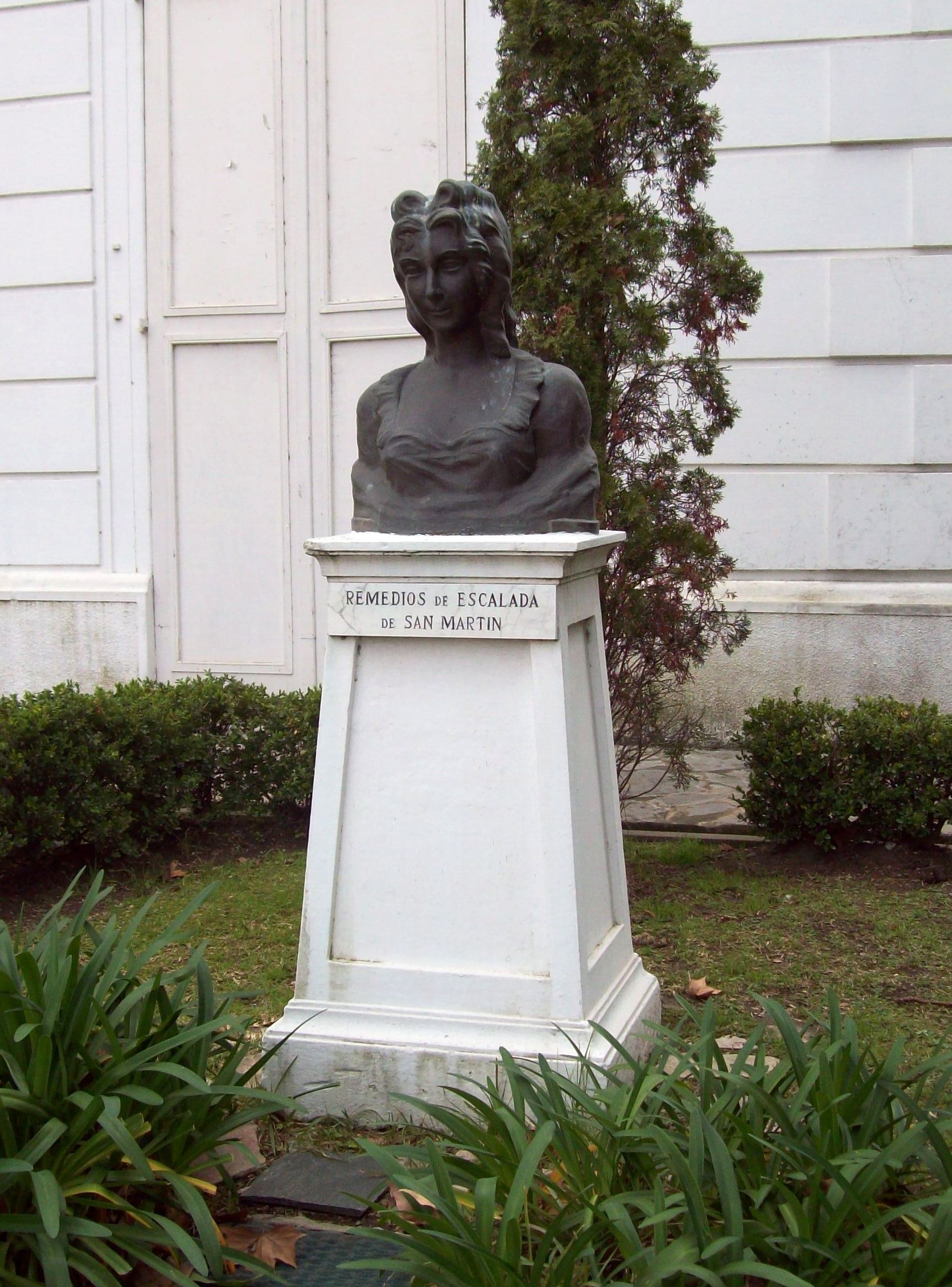
Buste de Remedios Escalada à l'Institut national sanmartiniano.

Cette même année encore, au jour de Noël, que le couple passa au foyer des Ferrari, San Martín souleva l’idée de doter l’armée des Andes d’une bannière, après quoi Remedios, avec ses amies, en conçut une et la confectionna en peu de jours.
Le départ de San Martín pour le Chili, à la tête de l’armée des Andes, participant à la traversée historique par celle-ci de la cordillère des Andes en janvier 1817, amena une nouvelle période de séparation pour les époux. En outre, atteinte par la tuberculose début 1819, et son état de santé se détériorant, María décida le 24 mars 1819 de s’en retourner dans sa ville natale, où elle se logea de nouveau dans la maison parentale. Son état de santé était tel alors que l’on prévit d’emporter avec elle un cercueil pour le cas où elle vînt à mourir durant le voyage. Pour la protéger des bandes de chemineaux qui infestaient la région, Manuel Belgrano disposa qu’elle fût gardée pendant le trajet (long de 970 km) par une escorte, laquelle fut commandée jusqu’à Rosario par José María Paz.
Gravement malade, elle fut transportée dans une propriété de la rue Caseros y Monasterio, où elle ne cessa, jusqu'à son dernier instant, de réclamer San Martín à ses côtés. Celui-ci, après avoir démissionné comme chef d’État du Protectorat du Pérou, institué en 1821 à la suite de la capitulation espagnole, revint à Mendoza, d’où il se proposait, en janvier 1823, de faire le voyage de Buenos Aires pour s’y rendre au chevet de sa femme alitée. Cependant, en raison sans doute de rancœurs que l’on avait gardés à son encontre à Buenos Aires et qui remontaient à son refus de se porter militairement au secours du Directeur suprême assiégé par les caudillos fédéralistes en 1820, sa demande de sauf-conduit pour voyager à la capitale fut rejetée par le ministre Rivadavia. Découragé, mais se mettant en route néanmoins, San Martín arriva à Buenos Aires plusieurs semaines après la mort de sa femme, décédée à l’âge de 25 ans, le 3 août 1823. Il fit construire pour elle un mausolée en marbre au cimetière de Recoleta à Buenos Aires ; une dalle de pierre porte l’inscription : « Ci-gît Remedios Escalada, épouse et amie du général San Martín. »